# HooDoo Band
HooDoo Band – polska grupa wykonująca muzykę z pogranicza funku, soulu i rhythm'n'bluesa. Zespół powstał w 2004 roku we Wrocławiu. 
Nazwa zespołu pochodzi od tytułu bluesowego standardu – "Hoodoo Man Blues". Zespół założyli trzej przyjaciele: Bartosz Niebielecki, Bartłomiej Miarka i Tomasza Nitribitt. Zespół wystąpił na licznych festiwalach, w tym m.in. na: Rawa Blues Festival, Jimiway Blues Festiwal i Jesień z Bluesem oraz na festiwalu w Dreźnie, Żytawie, Szumperku i we Lwowie. Zespół zdobył pierwszą nagrodę na III Festiwalu Form Muzycznych w kategorii Jazz/Blues. Został także ogłoszony "Odkryciem Roku 2007" w ankiecie przeprowadzonej przez "Okolice Bluesa" i wyróżniony przez czytelników czasopisma Twój Blues w ankiecie "Blues Top 2007".
15 stycznia 2010 ukazał się debiutancki - dwupłytowy album formacji zatytułowany HooDoo Band. Na pierwszej płycie znalazło się dziesięć utworów studyjnych w tym dwie interpretacje repertuaru Ohio Players i Juniora Wellsa. Na drugiej płycie znalazł się koncert HooDoo Band, zarejestrowany w Muzycznym Studio Polskiego Radia im. Agnieszki Osieckiej podczas Polskiego Dnia Bluesa 2009. Dodatkowo, na płycie znalazł się teledysk do piosenki "I can’t stand it" z udziałem Alicji Janosz. 5 maja 2010 album otrzymał status złotej płyty.

## Dyskografia
| Rok  | Tytuł                                                                       | Pozycja na liście | Certyfikat ZPAV |
| Rok  | Tytuł                                                                       | POL               | Certyfikat ZPAV |
| ---- | --------------------------------------------------------------------------- | ----------------- | --------------- |
| 2010 | HooDoo Band - Data: 15 stycznia 2010 - Wydawca: Luna Music                  | 49                | - złota płyta   |
| 2013 | Unplugged. Live in Wrocław - Data: 15 października 2013 - Wydawca: Dalmafon |                   |                 |